# 앤 비디언
앤 비디언(Anne Bedian, 1972년 3월 15일 ~ )은 캐나다의 배우이다.
몬트리올에서 태어났다.

## 방송
- 미티어
- 컴뱃 호스피탈

## 영화
- 아이 프로미스드 허 라이프 (2017년) - 엘레나 역
- 가디언 엔젤 (2014년) - 모나 역
- 테이킹 (2014년) - 나지르 박사 역
- 커브 유어 엔수지애즘 8 (2011년)
- 디 엑스 리스트 (2008년)
- 안드로이드 - 지구 최후의 전쟁 (2006년)
- 클로저 (2005년)
- 노웨어 인 사이트 (2001년)